# Kyocera
Kyocera Corporation (TYO: 6971
NYSE: KYO) 京セラ株式会社 Kyōsera Kabushiki-gaisha er en multinational elektronik- og keramikproducent med hovedsæde i Kyoto i Japan. Virksomheden er grundlagt som Kyoto Ceramic Co., Ltd. 京都セラミック株式会社 Kyōto Seramikku Kabushiki-gaisha i 1959 af Kazuo Inamori og i 1982 skiftede virksomheden navn til Kyocera. Kyocera er en forskelligartet virksomhed med grundlæggende teknologier indenfor keramiske materialer, der er videreudviklet gennem forskning og strategiske sammenlægninger og opkøb. Der produceres indutriel keramik, solkraftanlæg, telekommunikationsudstyr, kontordokuments kopimaskiner og printere, elektroniske komponenter, halvledere, skæreredskaber og komponenter til læge- og tandlægeimplantater.
I 2011 havde Kyocera en årlig omsætning på 15,3 mia. USD og 66.608 medarbejdere.

## Historie

### 1959 – 2000
Kyoceras oprindelige produkt var en keramisk isolator kendt som ena “kelcima” til brug i tv-billedrør. Virksomheden videreudviklede hurtigt teknologien til at omfatte en større række af keramiske komponenter til elektroniske og strukturelle enheder. I 1960'erne betød NASAs rumprogram begyndelsen på Silicon Valley og den avancerede computerteknologi skabte en efterspørgsel efter halvledere til integrerede kredsløb, Kyocera udviklede keramiske halvledere, som stadig er blandt virksomhedens kerneprodukter.
I midten af 1970'erne begyndte Kyocera at satse på flere materialeteknologier indenfor keramiske produkter, inklusiv solceller, biokompatible tand- og fællesudskiftningssystemer, industrielle skæreredskaber, forbrugerkeramik, såsom køkkenknive og kuglepenne; syntetiske ædelstene, herunder rubiner, smaragder, safirer, opaler og alexandritter og padparadschahs.
Virksomheden begyndte i 1979 på produktion af elektroniskudstyr og radiokommunikationsteknologier gennem en investering i Cybernet Electronics Corp., som blev fusioneret med Kyocera i 1982.
Kyocera fik adgang til optiske teknologier med overtagelsen af Yashica Co., Ltd. i 1983, sammen med Yashicas forudgående licensaftale med Carl Zeiss og der blev produceret rullefilms- og digitalkameraer under Kyocera-, Yashica- og Contax-mærkerne indtil 2005, hvor produktionen af rullefilms- og digitalkameraer blev indstillet.
Gennem 1980'erne markedsførte Kyocera lydenheder såsom Cd-afspillere, radioer, pladespillere og kassettebåndoptagere. Produktionen af lydenheder blev stoppet i 1989.
I 1989 erhvervede Kyocera Elco Corporation, en producent af elektroniske stik. I 1990 udvidede Kyocera sine globale aktiviteter betydeligt med tilføjelsen af AVX Corporation, en global producent af passive elektroniske komponenter, såsom keramiske chip-kondensatorer, filtre og dæmpere.
Som en konsekvens af stigende salg af solceller, etableredes i 1996 Kyocera Solar Corp. i Japan og i 1999 Kyocera Solar, Inc. i USA.

### 2000→
Januar 2000 overtog Kyocera fotokopimaskineproducenten Mita Industrial Co., Ltd., og skabte Kyocera Mita Corporation med hovedsæde i Osaka, Japan og datterselskaber i mere end 25 lande.
Også i 2000 overtog Kyocera mobiltelefonproducenten QUALCOMM Incorporated og skabte Kyocera Wireless Corp. I 2003 etablerede Kyocera Wireless Corp. Kyocera Wireless India (KWI), et datterselskab i Bangalore. KWI har etableret alliancer med flere ledende udbydere af CDMA-services i Indien.
I 2008 Kyocera gennemførte Kyocere en sammenlægning med Sanyo Electric Co., Ltd., således at Kyocera overtog Sanyo Mobile og dets beslægtede operationer i Japan, USA og Canada.
Juni 2010 overtog Kyocera en del af Sonys Sony Mobile Display Corporation. Som er en tyndfilm-transistor (TFT) liquid crystal display (LCD) design- og produktionsforretning.
Juli 2011 overtog Kyoceras fuldt ud ejede tyske datterselskab Kyocera Fineceramics GmbH 100 % af aktierne i den danske industriskæreværktøjsvirksomhed Unimerco Group A/S. Virksomheden skiftede efterfølgende navn til Kyocera Unimerco A/S.
Februar 2012 overtog Kyocera samtlige aktier i Optrex Corporation. Som så blev til Kyocera Display Corporation.

## Produkter

### Solceller
Kyocera Corporation har bekendtgjort planer om at udvide sin produktion af multikrystal silicium solceller til 1.000 megawatts (MW) årligt i pr. 31. marts 2013, det er mere end end tre gange effekten af produktionen i 2008 på 290 MW. Virksomheden vil styrke produktionen i Japan, Mexico, Europa og Kina med investeringer på ca. 50 mia. Yen indtil 31. marts 2012. Således vil Kyocera være rustet til en øget efterspørgsel på solceller. Kyoceras solpaneler vil være en valgmulighed i den nye Toyota Prius.
Kyocera Solar ventes at påbegynde en produktion af solpaneler i San Diego, Californien, målrettet det amerikanske marked.

### Avanceret keramik
Avanceret keramik er omhyggeligt udviklede materialer, hvor de kemiske sammensætninger er præcist tilpassede ved hjælp af raffinerede eller syntetiske råmaterialer.

### Satellittelefoner
Tidligere har Kyocera produceret satellittelefoner til Iridiumnetværket. Tre mobiltelefoner blev lanceret i 1999.

### Mobiltelefoner (Kyocera Communications)
Kyocera overtog terminalforretningen fra den amerikanske virksomhed Qualcomm i februar 2000 og blev dermed en betydende levenrandør af mobiltelefoner. I 2008 overtog Kyocera også Sanyos mobiltelefon-division. Kyocera terminaldivisionen er lokaliseret i San Diego.

### Printere og multifunktionsmaskiner (Print, kopiering, scanning og fax)
Kyocera Mita Corporation producerer en bred række af printere, multifunktionsmaskiner og tonerpatroner, som sælges over det meste af verden.

## Sponsorater
Virksomheden er trøjesponsor for den japanske fodboldklub Kyoto Sanga F.C. der spiller i J-League .
Kyocera har navnerettighederne til ADO Den Haags stadion i Holland.